# WTA Challenger Buenos Aires

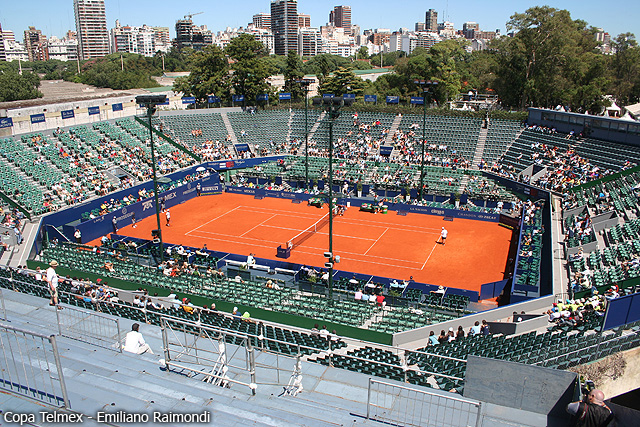
Der Hauptplatz (2007)

Der WTA Challenger Buenos Aires (offiziell: IEB+ Argentina Open, früher Buenos Aires Open) ist ein Tennisturnier der Kategorie WTA Challenger der WTA Challenger Series, das in Buenos Aires erstmals Anfang November 2021 ausgetragen wurde.
Spielstätte für das Turnier ist der Buenos Aires Lawn Tennis Club.

## Siegerliste

### Einzel
| Jahr | Siegerin      | Finalgegnerin  | Ergebnis      |
| ---- | ------------- | -------------- | ------------- |
| 2021 | Anna Bondár   | Diane Parry    | 6:3, 6:3      |
| 2022 | Panna Udvardy | Danka Kovinić  | 6:4, 6:1      |
| 2023 | Laura Pigossi | María Carlé    | 6:3, 6:2      |
| 2024 | Mayar Sherif  | Katarzyna Kawa | 6:3, 4:6, 6:4 |

### Doppel
| Jahr | Siegerinnen                     | Finalgegnerinnen                        | Ergebnis         |
| ---- | ------------------------------- | --------------------------------------- | ---------------- |
| 2021 | Irina Bara Ekaterine Gorgodse   | María Carlé Despina Papamichail         | 5:7, 7:5, [10:4] |
| 2022 | Irina Bara Sara Errani          | Jang Su-jeong You Xiaodi                | 6:1, 7:5         |
| 2023 | María Carlé Despina Papamichail | María Paulina Pérez García Sofia Sewing | 6:3, 4:6, [11:9] |
| 2024 | Maja Chwalińska Katarzyna Kawa  | Laura Pigossi Mayar Sherif              | 6:4, 3:6, [10:7] |